# Lamduan (huyện)
Lamduan (tiếng Thái: ลำดวน) là một huyện (amphoe) ở miền trung của tỉnh Surin, đông bắc Thái Lan.

## Lịch sử
Tiền thân của huyện là Mueang Suraphi Nathon Nikhom (สุรพินทรนิคม), được thành lập năm 1871.  Năm1896, đơn vị này đã được chuyển thành huyện Lamduan, một huyện sau này bị giải thể.
Ngày 3 tháng 1 năm 1977, đơn vị này đã được tái lập làm một tiểu huyện (king amphoe) thông qua việc tách hai tambon Lamduan và Chok Nuea từ Sangkha. Đơn vị này đã được nâng cấp thành huyện ngày 19 tháng 7 năm 1991.

## Địa lý
Các huyện giáp ranh (từ phía bắc theo chiều kim đồng hồ) là: Sikhoraphum, Si Narong, Sangkha, Prasat và Mueang Surin.

## Hành chính
Huyện này được chia thành 5 phó huyện (tambon), các đơn vị này lại được chia ra thành 51 làng (muban). Lamduan Sunphin là một thị trấn (thesaban tambon) nằm trên một phần của tambon Lamduan. Có 5 Tổ chức hành chính tambon.
| STT. | Tên         | Tên Thái   | Số làng | Dân số |  |
| ---- | ----------- | ---------- | ------- | ------ |  |
| 1.   | Lamduan     | ลำดวน      | 11      | 7.791  |  |
| 2.   | Chok Nuea   | โชคเหนือ    | 9       | 4.665  |  |
| 3.   | U Lok       | อู่โลก       | 11      | 5.386  |  |
| 4.   | Tramdom     | ตรำดม      | 10      | 5.719  |  |
| 5.   | Tapiang Tia | ตระเปียงเตีย | 10      | 6.498  |  |